# 萊姆 (紐約州)
萊姆（英語：Lyme）是一個位於美國紐約州傑佛遜縣的鎮。

## 人口
根據2020年美國人口普查的數據，萊姆的面積為278.29平方千米，當中陸地面積為144.65平方千米，而水域面積為133.63平方千米。當地共有人口2299人，而人口密度為每平方千米8人。